# Myenty Abena
Leo Myenty Janna Abena (* 12. prosince 1994, Paramaribo) je surinamský fotbalový obránce a reprezentant vlastnící také nizozemské občanství, od ledna 2023 hráč maďarského klubu Ferencvárosi TC. V zahraničí působil na klubové úrovni na Slovensku. Nastupuje převážně ve středu obrany, ale může hrát i na jejím pravém kraji. V začátcích kariéry ho pronásledovaly časté zdravotní problémy, kvůli kterým téměř skončil kariéru.

## Klubová kariéra
Narodil se v Surinamu, ale ve svých deseti letech se s rodinou přestěhoval do Nizozemska. Svoji fotbalovou kariéru začal v týmu VVij, odkud v mládeži zamířil nejprve do mužstva USV Elinkwijk a následně do klubu FC Utrecht, s jehož výběrem do 21 let získal mistrovský titul. V průběhu jarní části ročníku 2013/14 se propracoval do seniorské kategorie, avšak nastupoval pouze za rezervu Jong FC Utrecht.

### De Graafschap
V létě 2017 přestoupil do týmu De Graafschap. Ligový debut v dresu tohoto mužstva absolvoval v úvodním kole hraném 21. srpna 2017 proti rezervě PSV Eindhoven - Jong PSV (remíza 2:2), odehrál celý zápas. V sezoně 2017/18 postoupil s De Graafschapem po remíze 1:1 a výhře 2:1 ve finále play-off s klubem Almere City FC do nizozemské nejvyšší soutěže. Na podzim 2018 odmítl prodloužit smlouvu, jelikož hrál na pravém kraji obrany, i když je převážně střední obránce. Během celého angažmá odehrál 42 ligových utkání.

### FC Spartak Trnava
V lednu 2019 zamířil jako volný hráč (zadarmo) na Slovensko, kde podepsal půlroční kontrakt s následnou opcí se Spartakem Trnava. Své první ligové utkání za Spartak si připsal 16. 2. 2019 v souboji s týmem MŠK Žilina, nastoupil na 90 minut při remíze 1:1. S Trnavou došel v jarní části ročníku 2018/19 až do finále domácího poháru, ve kterém Spartak porazil Žilinu v penaltovém rozstřelu, Abena svůj pokus proměnil.

### ŠK Slovan Bratislava

#### Sezóna 2019/20
V létě 2019 uzavřel čtyřletou smlouvu se Slovanem Bratislava, úřadujícím mistrem slovenské Fortuna ligy 2018/19. Dostal dres s číslem 14. Za "belasé" odehrál úvodní zápas prvního předkola Ligy mistrů UEFA 2019/2020 proti černohorskému celku FK Sutjeska Nikšić a po vypadnutím s tímto soupeřem bylo jeho mužstvo přesunuto do předkol Evropské ligy UEFA 2019/2020, kde se Slovanem postoupil přes kosovský klub KF Feronikeli (výhry doma 2:1 a venku 2:0), tým Dundalk FC z Irska (výhry doma 1:0 a venku 3:1) a řecké mužstvo PAOK Soluň (výhra doma 1:0 a prohra venku 2:3) do skupinové fáze. Se Slovanem byl zařazen do základní skupiny K, kde v konfrontaci s kluby Beşiktaş JK (Turecko), SC Braga (Portugalsko) a Wolverhampton Wanderers FC (Anglie) skončil s "belasými" na třetím místě tabulky a do jarního play-off s nimi nepostoupil. V pohárové Evropě jednou skóroval, trefil se v prvním duelu s PAOKem.
Ligový debut za "belasé" absolvoval v úvodním kole hraném 20. července 2019 proti týmu FK Pohronie (výhra 3:1), odehrál celý zápas. Svůj první gól v lize za Slovan dal v následujícím kole v souboji se Zemplínem Michalovce (výhra 3:0), když v první minutě otevřel skóre utkání. Podruhé v sezoně skóroval 1. 9. 2019 v utkání proti mužstvu FC DAC 1904 Dunajská Streda (prohra 2:5), trefil se v 54. minutě. Slovanu pomohl k obhajobě titulu z předešlé sezony 2018/19. S "belasými" ve stejném ročníku triumfoval i ve slovenském poháru a získal tak s klubem „double“. V červenci 2020 byl zařazen do nejlepší jedenáctky roka.

#### Sezóna 2020/21
Za Slovan odehrál zápas druhého předkola Evropské ligy UEFA 2020/21 proti finskému týmu Kuopion Palloseura, se kterým po prohře 1:2 po penaltovém rozstřelu společně se svými spoluhráči ze soutěže vypadl. Na jaře 2021 vybojoval se Slovanem ligový primát, který byl pro mužstvo již třetí v řadě. Zároveň s klubem získal podruhé za sebou po výhře 2:1 po prodloužení nad celkem MŠK Žilina domácí pohár a týmu pomohl poprvé v jeho historii k obhájení doublu.

#### Sezóna 2021/22
Se Slovanem postoupil přes Shamrock Rovers z Irska (výhra 2:0 doma a prohra 1:2 venku) do druhého předkola Ligy mistrů UEFA 2021/22 a v něm vypadli se spoluhráči se švýcarským mužstvem BSC Young Boys z Bernu po domácí remíze 0:0 a venkovní prohře 2:3. Následně byl se slovenským klubem přesunut do předkol Evropské ligy UEFA 2021/22, kde s ním nejprve vyřadil ve třetím předkole Lincoln Red Imps FC z Gibraltaru (výhra 3:1 venku a remíza 1:1 doma), avšak ve čtvrtém předkole - play-off s ním nepřešel přes řecký tým Olympiakos Pireus (prohra 0:3 venku a remíza 2:2 doma) do skupinové fáze této soutěže. Se spoluhráči však byli zařazení do základní skupiny F Evropské konferenční ligy UEFA 2021/22, kde v konfrontaci se soupeři: FC Kodaň (Dánsko) - (prohry doma 1:3 a venku 0:2), PAOK Soluň (Řecko) - (remízy venku 1:1 a doma 0:0) a stejně jako v kvalifikaci s Lincolnem Red Imps - (výhry doma 2:0 a venku 4:1) skončili na třetím místě tabulky, což na postup do jarní vyřazovací fáze nestačilo. Abena v této sezoně pohárové Evropy odehrál sedm zápasů. Svoji první ligovou branku v ročníku dal v úvodním kole v souboji s tehdejším nováčkem Tatranem Liptovský Mikuláš (výhra 4:1), když v 78. minutě zvyšoval na 3:1. V sezoně 2021/22 pomohl svému zaměstnavateli již ke čtvrtému titulu v řadě, což Slovan dokázal jako první v historii slovenského fotbalu.

#### Sezóna 2022/23
Se Slovanem postoupil po domácí remíze 0:0 a venkovním vítězství 2:1 po prodloužení přes Dinamo Batumi z Gruzie do druhého předkola Ligy mistrů UEFA 2022/23, v němž však nestačili po výhře 2:1 venku a prohře 1:4 doma na maďarský celek Ferencvárosi TC z hlavního města Budapešti. Následně nepřešli ani po přesunu do třetího předkola Evropské ligy UEFA 2022/23 přes Olympiakos Pireus z Řecka (remíza 1:1 venku a prohra 2:3 doma po penaltovém rozstřelu), avšak se spoluhráči hráli ještě ve čtvrtém předkole - play-off Evropské konferenční ligy UEFA 2022/23 proti bosenskému klubu HŠK Zrinjski Mostar, kde po venkovní prohře 0:1 a výhře 3:1 po rozstřelu z pokutových kopů vybojovali postup do skupinové fáze této soutěže. Se Slovanem Bratislava byl zařazen do základní skupiny H, kde v konfrontaci se soupeři: FC Basilej (Švýcarsko) - (výhra 2:0 venku a remíza 3:3 doma), FK Žalgiris (Litva) - (remíza 0:0 doma a výhra 2:1 venku) a FC Pjunik Jerevan (Arménie) - (prohra 0:2 venku a výhra 2:1 doma) s ním postoupil se ziskem 11 bodů jako vítěz skupiny poprvé v novodobé historii Slovanu do jarní vyřazovací fáze některé evropské pohárové soutěže. V ní však nehrál, jelikož v zimě odešel. Abena v tomto ročníku pohárové Evropy nastoupil za Slovan Bratislava k 12 utkáním. Na konci sezony vybojoval Slovan historicky pátý titul v řadě, na jehož zisku se Abena částečně podílel.

### Ferencvárosi TC
V lednu 2023 přestoupil za nespecifikovanou částku do maďarského týmu Ferencvárosi TC, úřadujícího mistra ligy. S Ferencvárosi se krátce po svém příchodu představil v osmifinále Evropské ligy UEFA 2022/23, kde však se spoluhráči vypadli po dvou prohrách 0:2 s německým celkem Bayer Leverkusen. Svůj první zápas v lize v dresu tohoto mužstva odehrál 24. ledna 2023 v souboji s klubem Zalaegerszegi TE (výhra 2:1), na hrací plochu přišel až v nastavení druhého poločasu. Na jaře 2023 vybojoval s Ferencvárosi ligový primát.

## Klubové statistiky
Aktuální k 30. květnu 2023
| Sezona    | Klub                 | Soutěž         | Zápasy | Góly |
| --------- | -------------------- | -------------- | ------ | ---- |
| 2013/2014 | FC Utrecht           | Eredivisie     | 0      | 0    |
| 2014/2015 | FC Utrecht           | Eredivisie     | 0      | 0    |
| 2015/2016 | FC Utrecht           | Eredivisie     | 0      | 0    |
| 2016/2017 | Jong FC Utrecht      | Eerste Divisie | 33     | 2    |
| 2017/2018 | De Graafschap        | Eerste Divisie | 30     | 0    |
| 2018/2019 | De Graafschap        | Eredivisie     | 12     | 0    |
| 2018/2019 | FC Spartak Trnava    | Fortuna liga   | 14     | 0    |
| 2019/2020 | ŠK Slovan Bratislava | Fortuna liga   | 18     | 2    |
| 2020/2021 | ŠK Slovan Bratislava | Fortuna liga   | 20     | 0    |
| 2021/2022 | ŠK Slovan Bratislava | Fortuna liga   | 21     | 1    |
| 2022/2023 | ŠK Slovan Bratislava | Fortuna liga   | 10     | 0    |
| 2022/2023 | Ferencvárosi TC      | OTP Bank Liga  | 10     | 0    |

## Reprezentační kariéra
Svůj první fotbalový zápas v dresu A-týmu Surinamu debutoval v kvalifikačním zápase na Mistrovství světa 2022 24. března 2021 proti reprezentaci Kajmanských ostrovů (výhra 3:0), na hrací ploše vydržel do 88. minuty.

### Reprezentační zápasy a góly
Zápasy a góly Lea Myentyho Janny Abeny v A-týmu surinamské reprezentace
| 2021                | 2 | 0 |
| 2022                | 6 | 0 |
| 2023                | 1 | 0 |
| Celkem              | 9 | 0 |
| Platí k 23. 5. 2023 |   |   |